# Gounghin-Grand
Ne doit pas être confondu avec Gounghin ou Gounghin-Petit.
Gounghin-Grand est une commune située dans le département du Bissiga de la province de Boulgou dans la région du Centre-Est au Burkina Faso.